# Hästhållning

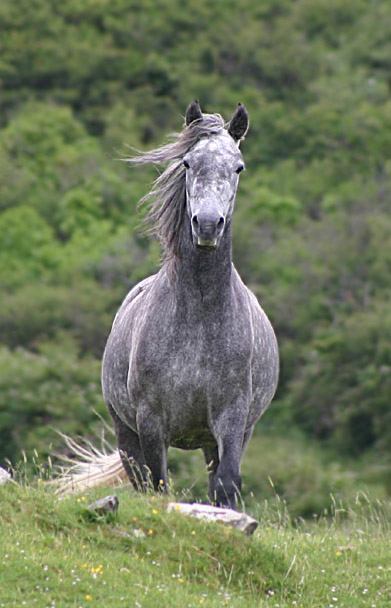
En Connemaraponny på bete

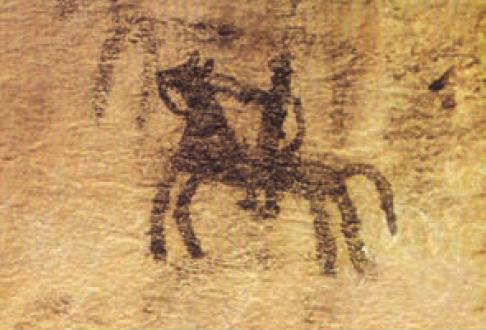
Förhistorisk grottmålning av en häst med ryttare

Hästhållning är ett brett begrepp som innefattar hur människan har domesticerat och hållit hästen i sin tjänst för olika syften. Begreppet omfattar människans hela användning av hästen, till exempel för domesticering, arbete, transport, fritidssysselsättning, artistiskt eller kulturellt syfte samt för hästsport som  ridsport och hästtävlingar.

## Översikt
Hästar utnyttjas inom många olika praktiska områden, till exempel jordbruksarbete, klövjning, polisarbete, kavalleri och som hjälp vid vallning och övervakning på större jordbruk.
Ridsport är ett samlingsnamn för ett antal hästsporter såsom dressyr, distansritt, fälttävlan, westernridning, banhoppning, tentpegging, voltige, hästpolo, körning, gymkhana och rodeo. 
Olika hästsporter kan föras samman vid hästuppvisningar där hästar används inom olika discipliner. Hästar används även för verksamhet som inte innehåller tävlingsmoment, till exempel rävjakt, långritt eller ren nöjesridning. Det finns tillgång till allmänna ridleder i nästan hela världen och många verksamheter saluför såväl guidad som individuell ridning. Ridning används också som terapi, såväl inom parasport som för åtgärder för att öka både fysiskt och psykiskt välbefinnande.
Hästar används inom körning på hästuppvisningar och i andra utställnings- och uppvisningssammanhang, exempelvis historiskt återskapande och offentliga ceremonier. De förekommer även i offentliga och officiella sammanhang, exempelvis ceremonier (parader, begravningar), polisarbete och militär verksamhet. 
Hästkapplöpning är en typ av hästsport som omfattar både travsport och galoppsport. 
I vissa delar av världen är hästen fortfarande av stor betydelse för praktiskt arbete, till exempel jordbruk. 
Uppförande av ridhus underlättar för träning och tävling, av såväl hästar som ryttare.

## Reglering
Hästhållning regleras vanligen av olika typer av lagstiftning, till exempel vad avser djurskydd, träning, tävling, förhindrande av dopning, med mera. Lagstiftningen kan även reglera hur hästen skall skötas och hanteras, innehålla krav på stallar ock betesmarker, foder och vatten, utom- och inomhusvistelse, med mera. I Sverige regleras hästhållningen av Jordbruksverket som utfärdar föreskrifter. Ibland används begreppet hästvälfärd för att beteckna vissa aspekter av hästhållning.

## Ridsportorganisationer
Internationella ridsportförbundet (FEI) består av 134 nationella ridsportförbund, där nationerna delas upp i nio grupper efter geografi.  Syftet är att tillsammans med respektive nationellt förbund utveckla och främja ridsporten samt sörja för såväl generella regler som tävlingsreglementen.  Varje nation med åtminstone en olympisk gren, och helst även erkänd av sin nationella olympiska kommitté, är välkommen som medlem i FEI. 
FEI arbetar utifrån sin ”Code of conduct” och har uppmärksammat olika frågeställningar kring hästvälfärd samt arbetar aktivt med kunskapsspridning i frågan. En etisk kommitté bildades 1990 för att hantera frågorna, som anses vara av högsta prioritet för FEI. Samma år publicerade den första “FEI Code of Conduct for the welfare of the horse”. 
I Sverige utgörs Svenska Ridsportförbundet (SvRF) av de anslutna föreningarna och har huvudansvaret för utvecklingen av sporten med sin verksamhet från lokal till internationell nivå.  Även SvRF utgår från ”Code of conduct” i sitt arbete kring hästvälfärd. 

### Träningsmetoder
Hästar som tränas med vissa metoder visar på ökade stressnivåer och detta kan ha negativ påverkan på hästens välfärd.  Ett exempel på en sådan träningsmetod är rollkur. Användandet av utrustning som förhindrar käkarnas rörelser påverkar hästen med en fysiologisk stressrespons.  Det finns ett samband mellan hårt spända nosgrimmor och fysiologiska stressresponser samt ett hämmat oralt beteende. 

## Historik
Även om det inte är klarlagt exakt när hästen domesticerades och när man först tog den i anspråk som riddjur, antas detta ha skett runt 3500 f. Kr. Det finns även tecken på att hästen användes som riddjur innan den togs i bruk för körning. Arkeologiska fynd från ca 3000 f. Kr., i trakten av floderna Dnepr och Don, tyder på att befolkningen här använde hästen som riddjur; hästens tänder uppvisade spår av slitage som efter användning av bett. De tydligaste, tidiga bevisen på hästhållning visar att man använt hästen som drag-/kördjur eftersom man vid arkeologiska utgrävningar har funnit häststridsvagnar från ca 2500 f.Kr. Detta tunga kavalleri följdes sedan av beriden trupp som lätt kavalleri. Hästen har spelat en viktig roll i mänsklighetens historia, såväl i krig som i fred och för många syften, till exempel transport, handel och jordbruk. Fynd visar att hästar ursprungligen levt i Nordamerika, men att dessa dog ut vid slutet av istiden. Upptäcktsresande från Europa medförde på nytt hästen till Nordamerika med början från Christofer Columbus andra resa år 1493. Hästsport har varit en olympisk gren sedan hästhoppning infördes vid Olympiska sommarspelen 1900.